# فرانك بيرس (لاعب كرة قاعدة)
فرانك بيرس (بالإنجليزية: Frank Pearce)‏ هو لاعب كرة قاعدة أمريكي، ولد في 31 أغسطس 1905 في ميدلتاون في الولايات المتحدة، وتوفي في 3 سبتمبر 1950 في فان بورن في الولايات المتحدة.

## وصلات خارجية
- فرانك بيرس (لاعب كرة قاعدة) على موقعبيزبول رفرنس.كوم (الدوري الرئيسي) (الإنجليزية)
- فرانك بيرس (لاعب كرة قاعدة) على موقعبيزبول رفرنس.كوم (الدوري الثانوي) (الإنجليزية)